# 美国陆军第34步兵师
第34步兵师是美国陆军的一支步兵师，隶属于国民警卫队。历经第一次世界大战，第二次世界大战及多场现代化战争。该师是二战中首个部署至欧洲的美国师，并在意大利战役中战功卓著。
该师于1945年解散，不久之后第47步兵师在该师原地区组建。 1991年第47师改编为第34师。 自2001年以来，其士兵在美国国内、阿富汗和伊拉克执行国土安全任务。 第34师也在前南斯拉夫及其他地区执行过维和行动。
该师直到今天仍然在役，其部队大多来自明尼苏达及艾奥瓦州国民警卫队。2011年，其组成人员来自：明尼苏达州国民警卫队（约6,500名）、 爱荷华州国民警卫队（2,900名）、内布拉斯加州国民警卫队（约300名）及其他州（约100名）。

## 第二次世界大战战斗序列
- 第34步兵师师部
- 第133步兵团
- 第135步兵团
- 第168步兵团
- 第34步兵师师属炮兵部队本部连
  - 第125野战炮兵营(105毫米)
  - 第151野战炮兵营(105毫米)
  - 第175野战炮兵营(105毫米)
  - 第185野战炮兵营(155毫米)
- 109工兵营
- 109医疗营
- 34骑兵侦察连(机械化)
- 特殊部队及指挥部
  - 第34步兵师师部
  - 第734军械连
  - 第34军需连
  - 第34通讯连
  - 宪兵排
  - 军乐队
- 第34情报特遣队